# Bedrijventerrein De Wetering
Het Bedrijventerrein De Wetering is een industrieterrein in de wijk Leidsche Rijn in de Nederlandse gemeente Utrecht.
Op het terrein bevindt zich een groot aantal autobedrijven (veelal merkdealers) en aanverwante bedrijvigheid. Het ligt pal langs de autosnelweg A2 en is bereikbaar via afslag 7.
Grauwaart · Hoge Weide · Langerak · Leeuwesteyn · Leidsche Rijn Centrum · Papendorp · Parkwijk · Rijnvliet · Strijkviertel · Terwijde · De Wetering · Het Zand